# No Boys Allowed
No Boys Allowed ist das zweite Studioalbum der R&B-Musikerin Keri Hilson. Das Album erschien am 17. Dezember 2010 und wurde von den Musiclabels Mosley, Zone 4 veröffentlicht. Insgesamt haben 17 Produzenten am Album mitgewirkt, unter anderem Timbaland und Stargate.
Gastmusiker des Albums sind Chris Brown, J. Cole, Lil’ Kim, Nelly, Timbaland, Rick Ross und Kanye West. Das Album verkaufte sich bisher mehr als 215.000 Mal weltweit.

## Singles
Als Lead-Single hat Keri Hilson die von Timbaland produzierte Single Breaking Point veröffentlicht. Die Single gab es in England, USA und in weiteren Ländern nur als Download zu kaufen. Als offizielle erste CD-Single hat sie den von Ne-Yo mit produzierten Song Pretty Girl Rock veröffentlicht. Die Single erlangte in vielen Ländern eine Top-30-Platzierung in den Charts und war die erfolgreichste Veröffentlichung aus dem Album. In den Vereinigten Staaten wurde als nächste Single One Night Stand mit Chris Brown als Download veröffentlicht, dort erreichte die Single Platz 19 der R&B-Billboard-Charts. Als letzte Single kam das von Stargate produzierte Stück Lose Control (Let Me Down) mit Rapper Nelly heraus. 
Als Promotion Song für das Album hat Hilson den Song The Way You Love Me mit Rick Ross veröffentlicht.

## Titelliste
1. BuYou (feat. J. Cole)
2. Pretty Girl Rock
3. The Way You Love Me (feat. Rick Ross)
4. Bahm Bahm (Do It Once Again)
5. One Night Stand (feat. Chris Brown)
6. Lose Control (Let Me Down) (feat. Nelly)
7. Toy Soldier
8. Breaking Point (feat. Timbaland)
9. Beautiful Mistake
10. Gimme What I Want
11. All the Boys
12. Pretty Girl Rock (Remix feat. Kanye West)[5]

Deluxe-Version Bonustracks
1. Hustler
2. Lie to Me
3. Won’t Be Long (feat. Timbaland)

## Kommerzieller Erfolg

### Chartplatzierungen
Das Album verkaufte sich in den USA in der ersten Woche nach der Veröffentlichung mehr als 20.000 Mal und erreichte Rang elf der Billboard-Album-Charts. In England schaffte es das Album auf Rang 76 der UK-Album-Charts.
| ChartsChartplatzierungen       | Höchstplatzierung | Wochen |
| ------------------------------ | ----------------- | ------ |
| Vereinigte Staaten (Billboard) | 11 (19 Wo.)       | 19     |
| Vereinigtes Königreich (OCC)   | 76 (1 Wo.)        | 1      |

| ChartsJahrescharts (2011)      | Platzierung |
| ------------------------------ | ----------- |
| Vereinigte Staaten (Billboard) | 112         |

### Auszeichnungen für Musikverkäufe
| Land/Region       | Auszeichnungen für Musikverkäufe (Land/Region, Auszeichnung, Verkäufe) | Verkäufe |
| ----------------- | ---------------------------------------------------------------------- | -------- |
| Neuseeland (RMNZ) | Gold                                                                   | 7.500    |
| Insgesamt         | 1× Gold ·                                                              | 7.500    |